# Ashland (Wisconsin)
Ashland és una població dels Estats Units a l'estat de Wisconsin. Segons el cens del 2000 tenia 8.620 habitants.

## Demografia
Segons el cens del 2000, Ashland tenia 8.620 habitants, 3.513 habitatges, i 2.027 famílies. La densitat de població era de 248,4 habitants per km².
Dels 3.513 habitatges en un 28,3% hi vivien nens de menys de 18 anys, en un 42,5% hi vivien parelles casades, en un 0% dones solteres, i en un 42,3% no eren unitats familiars. En el 35,6% dels habitatges hi vivien persones soles el 16,3% de les quals corresponia a persones de 65 anys o més que vivien soles. El nombre mitjà de persones vivint en cada habitatge era de 2,24 i el nombre mitjà de persones que vivien en cada família era de 2,91.
Per edats la població es repartia de la següent manera: un 22,2% tenia menys de 18 anys, un 15,4% entre 18 i 24, un 24,7% entre 25 i 44, un 20,1% de 45 a 60 i un 17,6% 65 anys o més.
L'edat mediana era de 36 anys. Per cada 100 dones de 18 o més anys hi havia 84,8 homes.
La renda mediana per habitatge era de 30.853$ i la renda mediana per família de 40.549$. Els homes tenien una renda mediana de 30.122$ mentre que les dones 20.926$. La renda per capita de la població era de 16.330$. Aproximadament el 7,5% de les famílies i el 12,7% de la població estaven per davall del llindar de pobresa.

## Poblacions més properes
El següent diagrama mostra les poblacions més properes.